# Buchau (Mainleus)

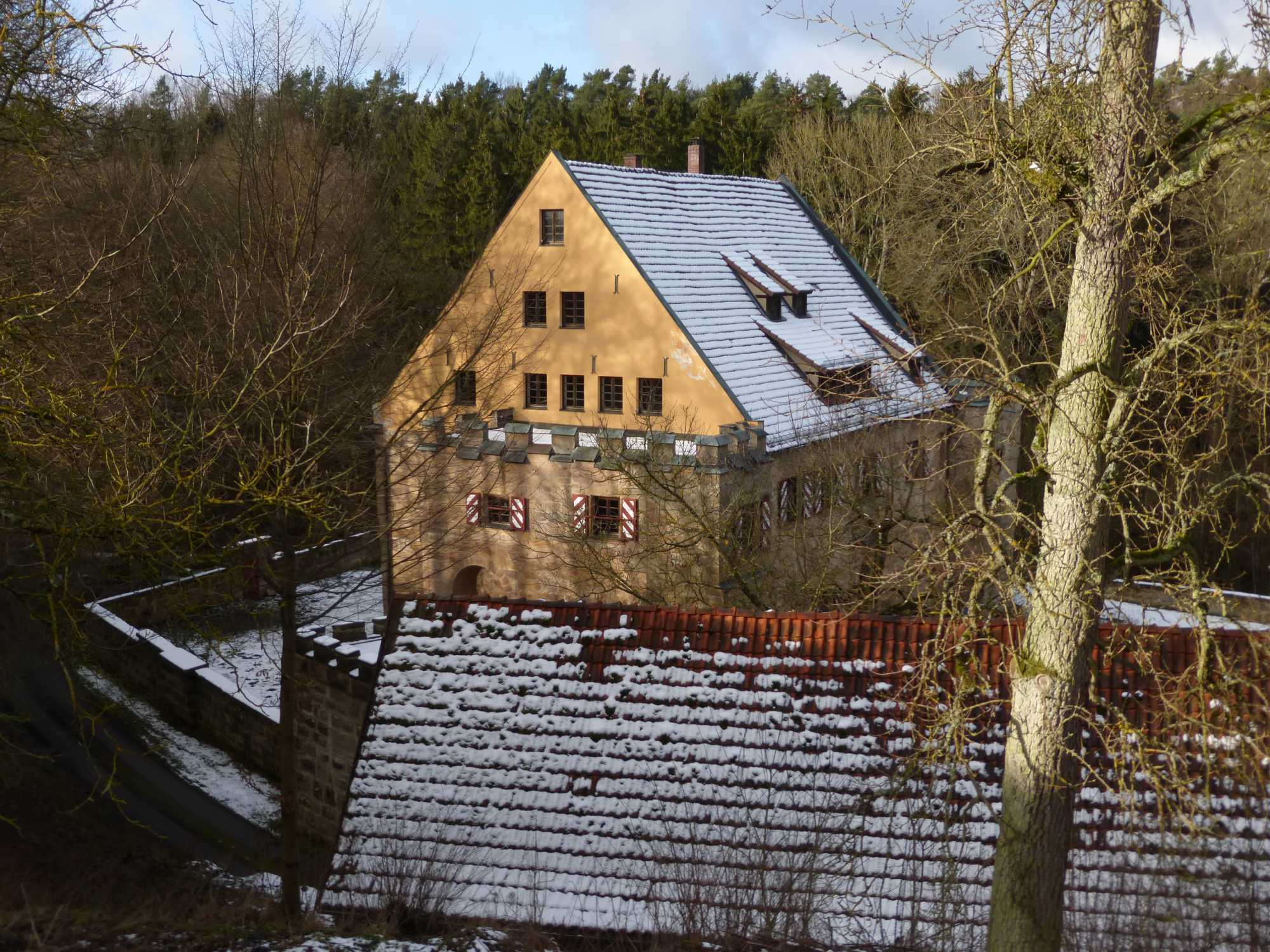
Blick vom südlichen Talrand des Dörflesbaches auf Schloss Buchau

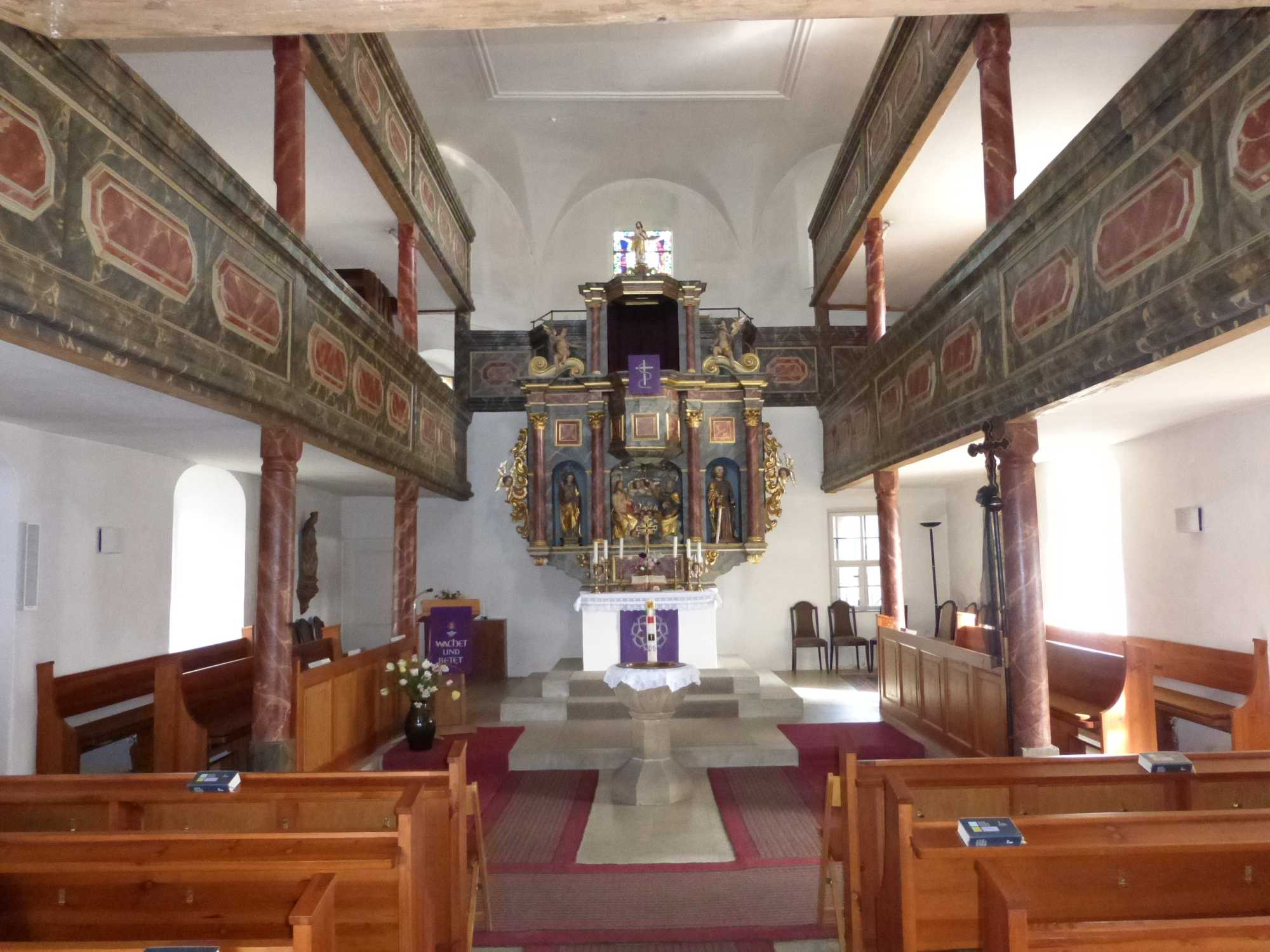
Blick in das Innere der Evang.-Luth. Pfarrkirche St. Michael in Buchau

Buchau (oberfränkisch: Bucha) ist ein Gemeindeteil des Marktes Mainleus im Landkreis Kulmbach (Oberfranken, Bayern).  Die Gemarkung Buchau hat eine Fläche von 3,985 km². Sie ist in 566 Flurstücke aufgeteilt, die eine durchschnittliche Flurstücksfläche von 7040,87 m² haben. In ihr liegen neben dem namensgebenden Ort die Gemeindeteile Friedrichsberg, Steinsorg, Weihermühle und Witzmannsberg.

## Geografie
Das Pfarrdorf liegt 4,5 Kilometer südöstlich von Mainleus auf der Südseite des tief eingeschnittenen Tals des Dörflesbaches. Die Kreisstraßen KU 4 führt nach Dörfles (0,5 km nordwestlich) bzw. an Weihermühle und Krötennest vorbei nach Peesten (3,7 km südöstlich). Die Kreisstraße KU 6 führt an Steinsorg vorbei nach Wüstenbuchau (1,3 km nordöstlich). Eine Gemeindeverbindungsstraße führt nach Pöhl (1 km südlich).

## Ortsname
Das Grundwort Au leitet sich von ahe ab (mhd. für Wasser), das Bestimmungswort ist die Pflanzengattung Buche. Demnach bedeutet der Ortsname, der eigentlich ein Gewässername ist, Buchenbach. Heute wird dieser Bach Dörflesbach genannt.

## Geschichte
Buchau ist eine vermutlich zwischen dem 6. und 8. Jahrhundert entstandene fränkische Siedlung. Mit dem 1124 als Zeugen auftretenden Bamberger Ministerialen „Eberhart de Pouchahe“ wurde der Ortsname erstmals urkundlich genannt. Um 1137 veräußerte Eberhart sein Allod Buchau an Bischof Otto I. von Bamberg, der es bald darauf dem Bamberger Kloster Michelsberg übertrug. Vor 1395 gelangte Buchau an die Förtsch von Thurnau; 1423 wurde Eberhard Förtsch von Bischof Friedrich III. von Bamberg mit Buchau förmlich belehnt. 1437 ging Buchau in die Hände der Familie von Giech über, in deren Besitz der Ort bis in das 19. Jahrhundert blieb.
Gegen Ende des 18. Jahrhunderts bildete Buchau mit Steinsorg eine Realgemeinde, bestehend aus 44 Anwesen. Das Hochgericht übte das bambergische Centamt Weismain aus. Die Dorf- und Gemeindeherrschaft hatte das Giech’sche Amt Buchau. Grundherren waren
- das Amt Buchau (30 Anwesen; 1 Bierbrauerei, 1 Schenkstatt, 1 Schmiede, 1 Häfnerstube, 1 Häfnerskasten, 1 Badstube, 1 Hof, 8 Sölden, 1 Amtshaus, 11 Häuser, 2 Häuslein, 1 Amtsknechtswohnung),
- der Bischöfliche Lehenhof Bamberg (10 Anwesen: 1 Hof, 2 Halbhöfe, 1 Viertelhof, 1 Höflein, 2 Gütlein, 2 Halbgütlein, 1 Häuslein),
- die Pfarrei Buchau (4 Häuser).

Außerdem gab es ein Schloss, eine Kirche und ein Pfarrhaus.
1810 kam Buchau zum Königreich Bayern. Mit dem Gemeindeedikt wurde 1811 der Steuerdistrikt Buchau gebildet, zu dem Bechtelsreuth, Friedrichsberg, Lopp, Neuenreuth, Krötennest, Steinsorg, Weihermühle, Witzmannsberg, Wüstenbuchau gehörten. Von 1812 bis 1818 bildete Witzmannsberg mit Friedrichsberg einen eigenen Steuerdistrikt. Mit dem Zweiten Gemeindeedikt (1818) entstand die Ruralgemeinde Buchau, zu der Friedrichsberg, Steinsorg, Weihermühle und Witzmannsberg gehörten. Sie war in Verwaltung und Gerichtsbarkeit dem Herrschaftsgericht Thurnau (ab 1852 Landgericht Thurnau) zugewiesen und in der Finanzverwaltung dem Rentamt Thurnau (1919 in Finanzamt Thurnau umbenannt). In der freiwilligen Gerichtsbarkeit unterstanden einige Anwesen bis 1848 dem Patrimonialgericht Buchau. Ab 1862 gehörte Buchau zum Bezirksamt Kulmbach (1939 in Landkreis Kulmbach umbenannt). Die Gerichtsbarkeit blieb beim Landgericht Thurnau (1879 in das Amtsgericht Thurnau umgewandelt), seit 1929 ist das Amtsgericht Kulmbach zuständig. Die Finanzverwaltung wurde 1929 vom Finanzamt Kulmbach übernommen. Die Gemeinde hatte eine Fläche von 3,979 km².
Im Zuge der Gebietsreform in Bayern wurde die Gemeinde Buchau zum 1. Januar 1972 in den Markt Mainleus eingegliedert.

### Baudenkmäler
In der Bayerischen Denkmalliste sind 10 Baudenkmäler aufgeführt, darunter
- Schloss Buchau

Die bestehende Anlage reicht im Kern sicherlich in das 13./14. Jahrhundert zurück. Nach der Zerstörung im Bauernkrieg wurde das Schloss 1526 durch Matthes von Giech erneuert. Bis zu deren Aussterben im Jahr 1622 war Buchau Sitz einer eigenen Linie der Familie Giech. Beerbt wurde diese durch Carl Gottfried von Giech (1607–1652) aus der Thurnauer Linie der Familie. Im 19. Jahrhundert erfolgten Anbauten und Umgestaltungen im neugotischen Zeitgeschmack.
- Evangelisch-lutherische Pfarrkirche St. Michael

1139 verlieh Bischof Otto I. von Bamberg der erst kurz zuvor errichteten Kirche das Tauf- und Begräbnisrecht. Zu Beginn des 16. Jahrhunderts erfolgte wohl ein spätgotischer Neubau der Kirche. Das Langhaus wurde 1721 barockisiert. Das Innere der Kirche im Stil der fränkischen Markgrafenkirchen hat eine dreiseitig umlaufende, doppelstöckige Empore und einen Kanzelaltar. In dessen Seitennischen befinden sich Holzfiguren aus der Zeit um 1490. Die Mittelnische füllt eine fast vollplastische Dreifaltigkeitsgruppe aus, wohl aus der Werkstatt des Kulmbacher Bildhauers Johann Georg Brenck. Der im frühen 17. Jahrhundert entstandene wappengeschmückte Taufstein stammt ursprünglich aus der Kirche von Berndorf bei Thurnau.

### Einwohnerentwicklung
Gemeinde Buchau
| Jahr      | 1818  | 1840   | 1852   | 1855   | 1861   | 1867   | 1871   | 1875   | 1880   | 1885   | 1890   | 1895   | 1900   | 1905   | 1910   | 1919   | 1925   | 1933   | 1939   | 1946   | 1950   | 1952   | 1961   | 1970   |
| Einwohner | 243   | 317    | 299    | 310    | 315    | 305    | 299    | 307    | 286    | 259    | 262    | 270    | 257    | 252    | 244    | 228    | 232    | 302    | 344    | 496    | 397    | 438    | 325    | 341    |
| Häuser    | 61    |        |        |        |        |        | 54     |        |        | 58     | 57     |        | 55     |        |        |        | 52     |        |        |        | 52     |        | 56     |        |
| Quelle    | [ 9 ] | [ 14 ] | [ 14 ] | [ 14 ] | [ 15 ] | [ 16 ] | [ 17 ] | [ 18 ] | [ 19 ] | [ 20 ] | [ 21 ] | [ 14 ] | [ 22 ] | [ 14 ] | [ 23 ] | [ 14 ] | [ 24 ] | [ 14 ] | [ 14 ] | [ 14 ] | [ 25 ] | [ 14 ] | [ 10 ] | [ 26 ] |

Ort Buchau
| Jahr      | 001809 | 001818 | 001861 | 001871 | 001885 | 001900 | 001925 | 001950 | 001961 | 001970 | 001987 |
| Einwohner | 228    | 183 *  | 251 †  | 234    | 191    | 190    | 174    | 296    | 212    | 240    | 266    |
| Häuser    |        | 51 *   |        | 47     | 43     | 42     | 41     | 43     |        | 66     |        |
| Quelle    | [ 27 ] | [ 9 ]  | [ 15 ] | [ 17 ] | [ 20 ] | [ 22 ] | [ 24 ] | [ 25 ] | [ 10 ] | [ 26 ] | [ 1 ]  |

## Religion
Buchau ist seit der Reformation evangelisch-lutherisch geprägt und Sitz der Pfarrei St. Michael.

## Persönlichkeit
- Christian Baeumler (1836–1933), Mediziner